# Castello di Montemarte
Il castello di Montemarte si erge sulle Gole del Forello a poca distanza da Casemasce, frazione di Todi, in provincia di Perugia.

## Storia
La famiglia guelfa dei Montemarte fece erigere questo castello nel 922.
In seguito passò alternativamente tra Todi ed Orvieto.

## Descrizione
Fra tutti i ruderi spiccano la torre ed i resti della chiesa di sant'Andrea.